# Larcier
Die Larcier (lateinisch Gens Larcia) waren eine römische Gens mit dem Nomen Larcius. Der Name ist etruskischen Ursprungs, nämlich die latinisierte Form des etruskischen Familiennamens „Larcna“. Die Larcier gehörten der römischen Überlieferung nach in den frühen Jahren der römischen Republik zu den Patriziern und stellten zwei herausragende Konsuln, Spurius Larcius und Titus Larcius.
Robert Werner hält die Larcier für historische Persönlichkeiten, da der Gentilnamen etruskischen Ursprungs ist und die Larcier nur in der Frühphase der Republik erwähnt werden, spätere Interpolationen daher nicht anzunehmen sind, datiert jedoch Spurius und Titus Larcius in die späte Königszeit, so dass die Ämter der Larcier in der Frühphase der Republik zu streichen wären. Ambros Josef Pfiffig hält die Konsulate der Larcier für historisch und sieht in dem gehäuften Auftreten von Amtsinhabern etruskischen Ursprungs bis 475 ein Argument dafür, dass die römische Republik erst um 475 entstanden sei, Rom mindestens bis dahin unter starkem etruskischem Einfluss gestanden habe.
Erst in der Kaiserzeit tauchte der Name Larcius wieder verstärkt auf; in der Zeit dazwischen sind nur ein M. Larcius L. f. in Caere und vereinzelte Vertreter in Rom bezeugt.